# جمعة الماجد
جمعة الماجد، رجل أعمال إماراتي ولد في عام 1930م، يعتبر أحد أغنى أغنياء الإمارات والعرب. ويعد أحد رجالات الثقافة والفكر والعمل الخيري في دولة الإمارات والعالم العربي. أسس المدارس الأهلية الخيرية، وكلية الدراسات العربية والإسلامية لأبناء دول الخليج والدول الأخرى وهو أحد مؤسسي جمعية بيت الخير. حصل على جائزة الملك فيصل العالمية في خدمة الإسلام عام 1999م.

## نشأته
ولد «جمعة» سنة 1359هـ / 1930م في منطقة الشندغة وهي من أعمال مدينة دبي، عندما كانت هي واجهة دبي وسوقها ومينائها ومركزها التجاري العتيد وهناك نشأ مع عائلته، وهو من عائلة بن قريبان من قبيلة آل بو مهير، وكانت نشأته الأولى مع أسرته وكان ترتيبه الثاني بين أخوته.
كان والده (ماجد) يعمل بالغوص وهي المهنة الأكثر انتشارًا بين أهل الخليج، وكان نوخذة يملك محملين (سفينتين) يخرج بهما إلى الغوص مع بدء كل صيف
لما بلغ ابنه جمعة السابعة من عمره اصطحبه إلى رحلات الغوص وبقي يرافق والده نحو أربع سنوات بينما يذهب بقية أيام السنة إلى المدرسة.
بدأ جمعة الماجد دراسته عند المطوع ثم انتقل إلى مدرسة حديثة (المدرسة الأهلية) وبقي في المدرسة مدة قصيرة . ثم انتقل بعدها إلى العمل بالتجارة التي استهوته أكثر من متابعة الدراسة.
كان والده يصطحبه منذ الصغر إلى رحلات الغوص في فصل الصيف، وكانت رحلات شاقة تعلم منها الصبر والمثابرة على العمل.
تعلم القراءة والكتابة وشيئاً من علوم الدين والقرآن الكريم واللغة العربية في الكتاتيب على يد المطوع، وكان منذ صغره يشعر بقيمة الكتاب، حيث لم يكن متوفرًا بسهولة في تلك الأيام.

## التجارة
بدأ ممارسة التجارة وهو طالب في المراحل الدراسية حيث كان يبيع الأقلام والدفاتر إلى زملائه ثم موظفًا عند خاله أحمد ماجد الغرير، عندما شب جمعة الماجد واشتد عوده التحق مع أخيه بالعمل ليتعرف على أصول العمل وأنواع البضائع وكيفية التعامل مع الناس، وخلال السنتين أبدى براعة شجعت خاله (أحمد الغرير) من أن يؤسس له عملًا في متجر يبيع فيه الألبسة والأقمشة، ثم عزم على العمل منفردًا وأسس متجره الخاص.
اشتهر بين الناس بصدقه وقناعته وكانت راحته في وجوده مع بضائعه وزبائنه لذلك كانت أرباحه في ازدياد وثروته في نماء.
بعدها توالت النجاحات وتوسعت تجارته مع البلدان المختلفة وكثرت مؤسساته التي أنشأها في أنواع التجارات ولمع اسمه في الإمارات وبلدان الخليج، وكان خلال أسفاره يقتني المفيد من الكتب والدوريات التي لم تكن متوفرة في دبي آنذاك، وكان حريصًا على أن يجعل المال قيمة إنسانية وثقافية. وأصبح أحد أهم رجال أعمال الإمارات حيث يتربع على عرش مالي ضخم، ولكن خلف هذه الثروة تاريخ من الطفولة الفقيرة.

## العمل الخيري
في مطلع الخمسينات قام مع زملاء له بتأسيس لجنة بمشاركة الشيخ راشد بن سعيد آل مكتوم، وتتألف اللجنة من السادة: حميد الطاير، عبد الله الغرير، جمعة الماجد، ناصر راشد لوتاه، وقد قامت هذه اللجنة بجمع التبرعات من المحسنين بدبي، حيث شيدت بها ثانويتين، واحدة للذكور في بر دبي، واسمها ثانوية جمال عبد الناصر، وأخرى للبنات في ديرة، واسمها ثانوية آمنة، كما سعى في المدة نفسها إلى تأسيس المكتبة الوطنية بدبي.
في عام 1983م وبسبب الظروف الاقتصادية والاجتماعية التي حالت دون قبول أبناء الوافدين من الدول العربية والإسلامية في المدارس الرسمية، أنشأ المدارس الأهلية الخيرية. ولما تكاثر عدد التلاميذ حتى وصل في الآونة الأخيرة إلى 9000 تلميذ وتلميذة.
وفي عام 1987م شعر السيد جمعة الماجد بحاجة المرأة إلى العلم وصعوبة وصولها إلى جامعة الدولة في مدينة العين، أو السفر إلى الخارج، فأنشأ جامعة الوصل " كلية الدراسات الإسلامية والعربية سابقًا " ، التي هي عضو في اتحاد الجامعات العربية وشهاداتها معادلة من جامعة الأزهر الشريف، ومن كلية دار العلوم، ومن قبل وزارة التربية والتعليم  بدولة الإمارات العربية المتحدة، وهي مخصصة لأبناء الوطن وإخوانهم من دول مجلس التعاون الخليجي، حيث يدرس بها الآن نحو 3700 طالب؛ منهم 2500 من الإناث، و 1200 من الذكور، وقد تخرج منها حتى الآن؛ 4119 طالب؛ منهم 3302 طالبة - 817 طالب، كما يوجد بها قسم للدراسات العليا في العلوم الإسلامية، واللغة العربية، حيث يمنح المنتسبين إليه شهادة الماجستير والدكتوراه في الفقه وأصوله، واللغة العربية، ويبلغ عدد المسجلين به حتى الآن 132 طالبة، وقد نال 23 طالبة منهن حتى الآن شهادة الماجستير.
وفي عام 1990م قام بتأسيس جمعية بيت الخير مع نخبة من زملائه الخيرين، بغرض تقديم المساعدات المالية والعينية للمحتاجين من الفقراء، ويستفيد منها مواطنو دولة الإمارات العربية المتحدة، كما تقدم الجمعية المعونة للطلاب الفقراء، وتقدم أيضًا العون للمتضررين من الكوارث والنكبات، كما ساهم مع زملاء له قدر الاستطاعة في إنشاء المدارس في عدد من الدول العربية والإسلامية، وتقديم الدعم للتعليم عامة، وكان حريصا بصفة خاصة على أبناء فلسطين، فكانت لهم الأولية حتى في الأعمال التجارية، وذلك قصد تمكينهم من الإنفاق على أقاربهم في الأرض المحتلة.
وفي عام 1991م شعر بحاجة الطلاب والباحثين إلى الكتب والمراجع، وأكثرهم من الفقراء، كما أن طلاب الدراسات العليا يضطرون إلى السفر من بلد إلى بلد ليحصلوا على بغيتهم من صور المخطوطات، ولكنهم يرجعون غالبًا بخف حنين، وذلك نظرًا للصعوبات التي تعترضهم، فأنشأ مكتبة عامة، تطورت المكتبة فيما بعد لتصبح مركزًا ثقافيًا يقدم الخدمات لطلاب العلم بيسر وسهولة، ألا وهو مركز جمعة الماجد للثقافة والتراث بدبي. وقد قام سيادته مرات عديدة برحلات علمية إلى دول عربية وإسلامية، رفقة موظفين متخصصين بالمركز، وذلك لجمع صور المخطوطات، أو تصويرها إن أمكن، قصد تقريبها من طلاب العلم والباحثين عنها، كما مكنته هذه الرحلات من الاطلاع على أوضاع المخطوطات في العالم العربي والإسلامي، فوجد من الضروري تطوير جهاز لمعالجتها وإنقاذها من التلف والتآكل، وقد نجحت جهوده في هذا المجال بحمد الله، فتم تطوير جهاز الماجد للترميم الآلي، وذلك بالاعتماد على خبرات من المركز نفسه، وتم إهداء الجهاز إلى 14 دولة حتى الآن.
أحب جمعة الماجد الكتابَ منذ الصغر فالكتاب عنده كنز ثمين يضم تراث الإنسانية كلها ومن عباراته الشهيرة: «أعتبر نفسي مسؤولًا عن إنقاذ أي كتاب معرض للتلف في العالم، بأي لغة كان وأياً كان موضوعه أو كاتبه، لأن الكتاب يمثل إرثًا حضاريًا للإنسانية جمعاء، والحفاظ عليه هو حفاظ على الإرث العلمي والثقافي والإنساني»، وقد أثمرت محبته للكتاب وحرصه على التعليم إنشاء عدد من المؤسسات العلمية والثقافية والخيرية داخل الدولة وخارجها هذا إلى جانب تقديم المساعدات المالية الممكنة للدارسين الذين يواجهون ظروفاً اقتصادية صعبة.

## مناصب ومسؤوليات
- عضو مؤسس لغرفة تجارة وصناعة دبي.
- نائب رئيس مجلس إدارة البنك المركزي لدولة الإمارات العربية المتحدة
- رئيس مجلس الشؤون الاقتصادية لإمارة دبي.
- مؤسس مجموعة شركات جمعة الماجد ورئيس مجلس إدارتها.
- نائب رئيس مجلس إدارة بنك الإمارات الدولي المحدود بدبي.
- مؤسس ورئيس مجلس أمناء جامعة الوصل " كلية الدراسات العربية الإسلامية دبي - سابقًا ".
- مؤسس المدارس الأهلية الخيرية دبي.
- مؤسس ورئيس جمعية بيت الخير دبي.
- عضو المجلس الأعلى لجامعة الإمارات العربية المتحدة.
- عضو مؤسس لمؤسسة الفكر العربي-بيروت، لبنان
- رئيس مجلس آباء منطقة دبي التعليمية سابقًا.
- عضو اللجنة الاستشارية لمركز دراسات الشرق الأوسط في جامعة هارفارد سابقًا.
- رئيس مركز جمعة الماجد للثقافة والتراث بدبي.

## الجوائز والشهادات التقديرية
تقديرًا للجهود والأنشطة التي قام بها السيد جمعة الماجد، فقد تم منحه العديد من الجوائز المحلية والدولية منها:[بحاجة لمصدر]
- كرمته وزارة العدل الكويتية، لاستضافة الأسر الكويتية في العام 1990م، ولدوره في تأسيس لجنة الإخاء الإماراتية الكويتية 1990م.
- جائزة سلطان بن علي العويس، شخصية العام الثقافية لدولة الإمارات العربية المتحدة 1992م.
- جائزة دبي للجودة «رجل أعمال العام» من قبل الشيخ محمد بن راشد آل مكتوم 1994م.
- جائزة المساهمين في محو الأمية وتعليم الكبار من وزارة التربية والتعليم 1995م.
- شهادة تقدير من جمعية المؤرخين المغاربة تكريمًا لجهوده في خدمة الثقافة والتراث 1996م.
- جائزة الملك فيصل العالمية لخدمة الإسلام في عام 1999م.
- جائزة البر من سمو الشيخة فاطمة بنت مبارك، قرينة رئيس الدولة الراحل الشيخ زايد آل نهيان، رئيسة الاتحاد النسائي العام 1998م.
- شهادة فخرية من المجلس العلمي بجامعة سانت بطرسبورغ تكريمًا لدوره في الحفاظ على التراث الإسلامي 1999م.
- جائزة الشخصية الدولية لخدمة الثقافة والتراث من قبل الرئيس المصري المخلوع حسني مبارك 2000م.
- شهادة تقدير من المركز الإسلامي في آخن – ألمانيا 2000م.
- شهادتا تقدير من جمعيتي الصلاح الفلسطينية وجمعية الأعمال الخيرية تقديرًا لجهوده ودعمه للقضية الفلسطينية 2000م.
- كرمه المجمع العربي الثقافي في بيروت لجهوده في حماية التراث العربي والإسلامي سنة 2001م.
- شهادة تقدير من وزارة الإعلام الكويتية لجهوده المتميزة في خدمة الإسلام 2001م.
- جائزة الشارقة للعمل التطوعي 2003م من الشيخ الدكتور سلطان بن محمد القاسمي حاكم إمارة الشارقة.
- تم تقليده بنوط القدس من الدرجة الأولى من الرئيس الفلسطيني محمود عباس في عام 2005م.[2]
- جائزة مهرجان القرين الثقافي 12 في عام 2005م.
- جائزة سلطان العويس الثقافية في مارس 2008م.[3]
- تكريم من غرفة تجارة وصناعة الكويت نظرا لمساهماته في تنمية العلاقات التجارية والأخوية بين دولة الكويت ودولة الإمارات العربية المتحدة، 11 نوفمبر 2009م.
- تكريم من وزارة الثقافة السورية لجهوده في تنمية العلاقات الثقافية بين الجمهورية العربية السورية ودولة الإمارات العربية المتحدة، 17 مارس 2010م.
- جائزة (جبران خليل جبران)، فئة المسؤولية العالمية، من المعهد العربي الأمريكي في واشنطن: 21 إبريل 2010م.
- جائزة السفير السويسري ، من السفارة السويسرية في أبو ظبي، نظراً لدوره البناء في تطوير العلاقات بين سويسرا ودولة الإمارات العربية المتحدة، 8 نوفمبر 2010م.
- جائزة رئيس الدولة التقديرية، تسلمها من صاحب السمو الشيخ خليفة بن زايد رئيس الدولة حفظه الله، لمساهمته في تشكيل الصورة الراهنة للبلاد التي نفخر بها بين الأمم، 2 ديسمبر 2011م.
- جائزة أفضل الأعمال الخيرية من جوائز الاستثمار والتطوير في دول مجلس التعاون الخليجي 2012 التي أعدتها مؤسسة " وورلد فاينانس " العالمية، 23 أبريل 2012.
- دكتوراه فخرية في العلوم الإنسانية من جامعة لورنس للتكنولوجيا في ديترويت، ولاية ميتشيغان الأمريكية، 12 مايو 2012م.
- جائزة الشيخة شمسة بنت سهيل، حرم صاحب السمو الشيخ خليفة بن زايد آل نهيان، رئيس الدولة، عرفاناً لأعماله التطوعية الرائدة للوطن والأمة، نوفمبر 2012م.
- تكريم من كلية الآداب في جامعة الكويت ضمن فعاليات مؤتمر " آسيا غير العربية وتحولات الثقافة العربية الحديثة "، نوفمبر 2012م .
- تكريم من رئيس تركمانستان (قربان قولي بردي محمدوف)، ومنحه (وسام تركمانستان مخدوم قولي فراغي)، لإسهامه في نشر التراث التركماني وثقافته، داخل وخارج تركمانستان، 15 مايو 2014م.
- جائزة وطني الإمارات للعمل الإنساني، فئة (بصمة فكر) التي تمنح لكل منارة علم وفكر أنارت العقول ورفعت من شأن المعرفة، الدورة الثانية، 15 يوليو 2014م.
- جائزة شخصية العام الداعمة للمكتبات والنشاط الثقافي العربي، تكريم من الاتحاد العربي للمكتبات والمعلومات (اعلم)، لدعمه لقطاع المكتبات والثقافة في بلده وخارجها، 28 أكتوبر 2014م.
- جائزة هيئة الإمارات للهوية (شخصية العام للتعلم المؤسسي)، لدوره في مجال الارتقاء بمستوى التعليم وتعزيز مفاهيم وممارسات التعلم المستمر في دولة الإمارات العربية المتحدة، 30 نوفمبر 2014.
- جائزة خليفة التربوية، في مجال الشخصية التربوية الاعتبارية في الدورة الثامنة 2014-2015، تقديراً لجهوده  في دعم التعليم والثقافة في دولة الإمارات العربية المتحدة، 14 إبريل 2015م.
- ضيف الشرف الخاص في جوائز الشرق الأوسط أفريقيا (MEAFRIC AWARDS)، مايو 2015م.
- جائزة أوائل الإمارات في عامها الثاني، 15 نوفمبر 2015م كمؤسس أول مركز إماراتي عالمي لترميم المخطوطات[4]
- جائزة مجلس التعاون لدول الخليج العربية للتميز في مجال الأعمال الخيرية، 7 ديسمبر 2015م.
- جائزة الإمارات الاجتماعية  فئة الأفراد الفائزين بجائزة الإمارات للعمل الاجتماعي من الدرجة الأولى، 23 ديسمبر 2015م.
- تكريم المفوضية السامية للأمم المتحدة لشؤون اللاجئين، 1 مارس 2016م.
- تكريم (دبي العطاء)، بمناسبة مرور عشر سنوات على تأسيسها كرمه صاحب السمو الشيخ محمد بن راشد آل مكتوم، نائب رئيس الدولة رئيس مجلس الوزراء حاكم دبي، رعاه الله 15 فبراير 2017م.
- تكريم رواق عوشة لسعادة جمعة الماجد تقديراً لإسهامه الفعال في دفع الحركة الثقافية والخيرية، وذلك بمناسبة اليوبيل الفضي لرواق عوشة، 15 أبريل 2017م.
- جامعة الدول العربية تختار مركز جمعة الماجد للثقافة والتراث مؤسسة العام التراثية 3 إبريل 2017
- تكريم رواق عوشة بنت حسين الثقافي بمناسبة اليوبيل الفضي تقديراً لإسهامه الفعال في دفع الحركة الثقافية والخيرية، 15 إبريل 2017م.
- جائزة الشارقة للتفوق والتميز التربوي عن فئة الشخصية التربوية المتميزة،20 أبريل 2017م.
- تكريم صاحب السمو الشيخ الدكتور سلطان بن محمد القاسمي خلال افتتاح مبنى دار المخطوطات الإسلامية في الجامعة القاسمية تقديراً لجهوده في مجال حفظ المخطوطات والوثائق التاريخية، 7 سبتمبر 2017م.
- تكريم سمو الشيخ خليفة بن علي بن خليفة آل خليفة – محافظ المحافظة الجنوبية في مملكة البحرين والرئيس الفخري لجمعية البحرين لرعاية الوالدين، ضمن النسخة الرابعة من جائزة سمو الشيخ خليفة بن علي آل خليفة للعمل الخيري "وفاء لأهل العطاء"، 26 سبتمبر 2017
- تكريم سمو الشيخ محمد بن راشد آل مكتوم نائب رئيس الدولة رئيس مجلس الوزراء حاكم دبي، وصاحب السمو الشيخ محمد بن زايد آل نهيان ولي عهد أبوظبي نائب القائد الأعلى للقوات المسلحة ضمن الأوائل في العمل الخيري والإنساني، وذلك لتأسيسه المدارس الأهلية الخيرية، 28 نوفمبر 2017م.
- تكريم اللجنة الوطنية للتربية والثقافة والعلوم بمناسبة انضمام المدارس الأهلية الخيرية إلى شبكة المدارس المنتسبة لليونسكو في دولة الإمارات العربية المتحدة،17 فبراير 2019م.
- تكريم سمو الشيخ حمدان بن محمد بن راشد آل مكتوم ولي عهد دبي رئيس المجلس التنفيذي لإمارة دبي بجائزة دبي التقديرية لخدمة المجتمع عن فئة قلادة خدمة المجتمع، 18 إبريل 2019.
- الشخصية الإسلامية للجائزة دبي الدولية للقرآن الكريم في الدورة الـ23، تقديراً لخدماته الاجتماعية والتعليمية والتراثية2019.
- الدكتوراة الفخرية من جامعة الشارقة 2022
- وسام الإمارات للثقافة والإبداع عن طبقة العطاء من وزارة الثقافة 2024
- جائزة محمد بن راشد للمعرفة، من مؤسسة محمد بن راشد للمعرفة 2024.

## قالوا عنه
قال عنه صاحب السمو الشيخ محمد بن راشد آل مكتوم نائب رئيس الدولة رئيس مجلس الوزراء حاكم دبي «من بين تجار الإمارات ورواد العمل الخيري، ممن تنبهوا لأهمية التعليم، ومن نماذجهم المشرفة الأخ جمعة الماجد صاحب العطاء الكبير للتعليم في الإمارات، وفي العالمين العربي والإسلامي، إنه يستحق الاعتزاز والإكبار» 
من أقواله:
- الكتاب ملك البشرية وينبغي أن يصل لكل إنسان، أنا لا أفرق بين كتاب وكتاب، وإنما أعمل لإنقاذ الكتاب أينما كان في العالم، بأي لغة وبأي دين وأنا ضد المنع والرقابة، فليقرأ الناس ويردوا على الكتاب أو يقبلوه، الكتاب ليس قنبلة.
- على الثرِيّ أن يستمتع بماله مع الآخرين وليس وحده فقط، العمل الخيري مثل التجارة يجب أن يكون قائماً على مبادرات، أتألم وأتحسر على جيش من العلماء العرب يخدمون في الدول الأجنبية.

## روابط خارجية
- موقع مركز جمعة الماجد للثقافة والتراث
- موقع شركات جمعة الماجد
- تقرير صحيفة البيان
- مقابلة جمعة مع جريدة الإمارات اليوم
- مقابلة مع جمعة الماجد على قناة BBC العربية